# Hugorm
Hugormen (Vipera berus) er en kraftig slange med gråbrun bundfarve, mørkt hoved, mørke øjenstriber og siksakformet rygmønster. Hannernes rygmønster er sort. Der findes også ensfarvede hugorme, og den sikreste måde at kende forskel på hugormen og den anden danske slange – den ufarlige snog – er ved at finde de gule nakkepletter. Hugormen har aldrig gule nakkepletter, mens snogen næsten altid har to store gule pletter øverst på nakken lige bag øjnene (kan i ganske enkelte tilfælde mangle).
Ligesom hos snogen bliver hannerne ikke så lange som hunnerne. En han-hugorm kan måle ca. 60-80 cm, hunner kan måle op til 80-105 cm. Den hidtil længste hugorm i Danmark målte 82 cm, mens rekorden for en snog er på omkring halvanden meter. Den lever af mus, fugleunger, frøer, firben og lignende, men ligger i dvale fra oktober til marts. Ved temperaturer under ca. ti grader er den for sløv til at hugge. En hugorm kan blive ca. 10 år gammel. Der findes dog optegnelser på hugorme fra fangenskab, der er blevet endnu ældre. I naturen er gennemsnitsalderen for en hugorm næppe mere end 4-6 år.
Hugormen har siden 1981 været totalfredet, og i dag er det forbudt at indsamle, aflive eller flytte hugorme. Dog er det tilladt i særlige tilfælde, hvor slanger findes tæt på bebyggelse eller er til fare for børn, at flytte dem. Såfremt der ikke er mulighed for at samle den op og flytte den, må den helt undtagelsesvis slås ihjel. Mange af hugormens levesteder er beskyttede efter Naturbeskyttelsesloven.
Hugormen er Danmarks eneste giftige slange. På trods af et par hundrede tilfælde årligt, hvor mennesker bliver bidt af hugorme, er bi- og hvepsestik årsag til flere dødsfald end hugorme.

## Udbredelse
Hugormen findes i det meste af Danmark, men mangler på øerne i Det sydfynske Øhav, på Samsø, Sejerø, Rømø og Als. Den er sjælden på Lolland-Falster og Vestsjælland.
Hugormen er en af de mest udbredte slanger. Den findes i det meste af Europa fra Pyrenæerne og Alperne til det nordlige Skandinavien og i et bånd fra England i vest og tværs over Rusland til Kamtjatka i øst.
I Danmark er hugormen især almindelig i klit, lyng- og hedeområder langs kysterne. Men den ses også langs marker, levende hegn, i åbne skove, i skovmoser og omkring skovsøer, som solen kan skinne ned på. Den jyske vestkyst, Nordsjælland, Røsnæshalvøen nord for Kalundborg samt Møn angives som områder med særligt store forekomster af hugorme. Ravnsholt Skov, syd for Lillerød og Allerød er også kendt for sine mange hugorme.

## Levevis
Hugormen har tre typer af opholdsteder:
- et vinterkvarter
- et parringsområde
- et sommerkvarter

Den vandrer regelmæssigt mellem disse steder på bestemte tider af året og kommer altid tilbage til det samme opholdssted hver år. I vinterkvarteret overvintrer hugormen enkeltvis eller i større antal i huller, især på bakkesider i 60-125 cm dybde under jorden. Hannerne kommer frem i første halvdel af marts for at solbade, i kolde forår dog først lidt ind i april. Hunnerne kommer i først frem 30-40 dage efter hannerne.
Parringsområdet er et tørt område, der vender mod syd med lav plantevækst og tæt på vinterkvarteret. I april-maj ses ofte mange aktive hugorme indenfor et lille område, hvor hannerne kæmper om hunnerne. Parringstiden varer ca. 1 måned.
I sommerkvarteret bor den ofte i stendynger, kvasbunker og lignende. Den kan godt lide områder med spredte buske og træer eller et bakket terræn, hvor den hurtigt kan skifte mellem steder med sol og steder med skygge. På den måde kan den hurtigt regulere sin kropstemperatur. Store, ensartede områder som f.eks. midten af en hede er derfor et dårligt levested for den.
Hugormen føder levende unger, typisk 7-10, oftest i begyndelsen eller midten af august. Ungerne har allerede zigzagstriben fra fødslen. Den skifter ham (slangehud) 1-3 gange årligt.

## Fjender
Hugormen har mange fjender. De vigtigste er mennesker, musvåger, krager, pindsvin og hønsefugle så som fasaner. Men også grævlinger, hermeliner, ildere og tamkatte har hugormen på deres spiseseddel.
Mange slanger dræbes også i trafikken når de krydser veje.

### Trusler
Hugormen er gået en del tilbage i løbet af de sidste hundrede år. Årsagerne kan være:
- opdyrkning af heder
- afvanding af skovmoser
- tilplantning af skovlysninger. Hvis man tilplanter et parringsområde for hugorme, vil det alvorligt skade den lokale hugormebestand. I det hele taget vil en ensretning af landskabet skade hugormen.
- sommerhusbebyggelser. Her går den tilbage, fordi mennesker som regel ikke kan lide hugorme så tæt på huse og derfor udrydder dem.

## Giftighed
Hugormen bruger først og fremmest sin gift til at nedlægge sit bytte. Giften er forholdsvis stærk (stærkere end de amerikanske klapperslanger ifølge det såkaldte LD50-index). Mængden af gift, som sprøjtes ind ved et bid, er dog meget lille, og derfor noget mindre farlig i praksis. Som regel vil hugormen forsøge at undgå mennesker, da hugorme er bange for mennesker. Den kan dog være aggressiv – især hvis den føler sig truet, kan den bide. For raske voksne får et hugormebid normalt ikke alvorlige konsekvenser, omend det dog er ubehageligt og smertefuldt såfremt den gør brug af sin gift. Men man bør altid tage kontakt til en læge så hurtigt som muligt, og helst indenfor en halv time efter, at man er blevet bidt. Hvor alvorligt biddet er, afhænger af hvor man bliver bidt og hvor meget gift, hugormen sprøjter ind. Der er personer, som er i særlig risikogruppe for at få alvorlige reaktioner: børn under 12 år, ældre, gravide, allergiske personer, personer i dårlig almentilstand, eller de som er bidt andre steder end i arme og ben. For disse grupper er det vigtigt at komme på sygehus øjeblikkeligt.
Omtrent 30 procent af biddene er såkaldte tørre bid. Det vil sige, at der ikke er nogen gift i biddet. Kun 10-15 procent af de bid, der bliver registreret årligt, er alvorlige. Symptomer på hugormebid er lette symptomer som smerte, hævelse og rødme rundt om bidstedet, eller mavesmerter, kvalme og opkastninger. Mere alvorlige symptomer er shockudvikling, hjerte- og karsymptomer i form af lavt blodtryk og hjertebanken, besvær med vejrtrækning, svimmelhed, hævelser som spreder sig og evt. omfatter hele kroppen, forstyrrelser i blodets størkningsmekanisme og bevidstløshed. Visse typer medicin kan forværre virkningen af giften: Serum, ACE-hæmmere (blodtryks- og hjertesvigtmedicin), betablokkere og til tider angiotensin II-antagonist.
Hugormegiften produceres i en giftkirtel beliggende bagtil i slangens hoved og føres ved biddet, når den hugger, via en kanal til overmundens hule gifttænder. I løbet af ca. 1/40 sekund sprøjtes giften, mellem 10 og 30 mg, ind i offeret. Giften, som er beslægtet med klapperslangernes gift, er hæmotoksisk og beskadiger blodkarrene og ødelægger de røde blodlegemer. Sundhedsstyrelsens opgørelse af det årlige antal indlagte behandlet for hugormebid ved landets sygehuse viser en fordobling af tilfældene over de sidste 10 år til i alt ca. 70 pr. år (tal fra 2007).
Dødeligheden efter hugormebid er meget lille, men der er set enkelte dødsfald efter hugormebid i Danmark, ligesom alvorlige symptomer som udtræden af vand i hjernen og lungerne, opkastning af blod, blod i afføringen, blodtryksforhøjelse samt nyrepåvirkning er beskrevet. I Skandinavien er det seneste dødsfald hos et rask, voksent menneske så vidt vides fra 1994, hvor en svensk kvinde døde som følge af hugormebid. Husdyr og kæledyr kan selvsagt også blive udsat for hugormebid, og særligt katte og hunde har større risiko for fatale udfald grundet deres lavere kropsvægt. Hos Agria Dyreforsikring er der i skadestatistikken i gennemsnit årligt registreret seks hunde, der er døde som følge af hugormebid i perioden 2002-2012.
Hugormen har meget små tænder. De er kun 5 mm lange. Har man sko og kraftige bukser på, så kan hugormen ikke bide igennem. Man bliver sjældent bidt af en hugorm med mindre man samler den op, sætter sig på den, eller træder på den i let beklædning.